# 后塘河 (鄞东南)
后塘河又名东塘大河、北塘河、里塘河，是浙江省宁波市的一条河流，属于鄞东南河网，流经鄞州区。后塘河目前全长18.5公里，平均宽30米，深1.8米。河流发源于天童山，称为天童溪，此后至至天童街与凤下溪汇合，至沙地附近与画龙溪汇合，此后至凤颈山下东吴镇与少白河汇合，始称后塘河。天童溪、凤溪、画龙溪汇合处1962年建成三溪浦水库。此后河流经四古庄、五乡碶、郧山桥、盛垫、福明、七里垫，终于下茅塘。下茅塘经张斌桥至大河头段1985年填塞，后改为中山东路。